# Unione Sportiva Baracca Lugo
L'Unione Sportiva Baracca Lugo, meglio nota come Baracca Lugo o Lugo, è stata una società calcistica italiana della città di Lugo.
Portava come simbolo il cavallino rampante, emblema dell'asso dell'aviazione italiana della prima guerra mondiale Francesco Baracca, cittadino lughese di cui era presente anche il cognome nella denominazione sociale della società stessa.
La squadra ha disputato per ventitré anni i campionati di Serie C (nei periodi 1936-1950 e 1990-1999, quest'ultimo a carattere prettamente professionistico) e ventitré anni nella massima serie dilettantistica nazionale. 
Sciolta la storica società nel 2007, un anno dopo la polisportiva lughese "Madonna delle Stuoie" ne ha adottato il marchio, a dare lo Stuoie Baracca Lugo e continuando a militare nei campionati regionali. Nel 2013, a seguito della chiusura della sezione calcistica da parte della polisportiva, la squadra di calcio si è scissa tornando al nome Baracca Lugo e ai soli colori tradizionali bianco e nero, venendo poi sciolta un'ultima volta nel 2015, dopo la retrocessione in Terza Categoria FIGC.

## Storia

### Il Baracca Lugo (1909-2007)

Arrigo Sacchi al Baracca Lugo nel 1965.

La prima formazione calcistica di Lugo, antenata del Baracca Calcio viene fondata nel 1909, con colori sociali bianco e nero ed è stata rifondata dopo il fallimento dell'anno 2000; ha in seguito assunto l'attuale denominazione.
Fu nei primi anni della sua storia che il Baracca Lugo ottenne il suo miglior risultato in Coppa Italia (Coppa Italia 1926-1927), raggiungendo gli ottavi di finale prima che quella edizione venisse interrotta.

Il Baracca Lugo di Alberto Zaccheroni, promosso in Serie C1 al termine della stagione 1989-1990.

Il club militò dal 1937 al 1950 in Serie C. Al termine della stagione 1946-1947 giunse al primo posto nel suo girone, a pari merito con il Gubbio, e perse il successivo spareggio per la promozione in Serie B; l'anno seguente riconfermò la prima posizione, ottenendo però la sola permanenza in Terza Serie a causa di una riforma del campionato. Nei decenni successivi il Baracca Lugo prese parte a vari campionati di IV Serie (poi Serie D) e campionati regionali.
Fu al termine degli anni ottanta che il club raggiunse nuovamente le categorie professionistiche: vincendo l'Interregionale al termine della stagione 1988-1989 e la Serie C2 nel 1989-1990, approdò in Serie C1 (in panchina sedeva Alberto Zaccheroni), ottenendo la salvezza con l'undicesimo posto (stagione 1990-1991). Nel campionato successivo retrocesse in Serie C2, categoria in cui disputò sette campionati consecutivi.
Al termine della stagione 1998-1999, dopo un cambio di presidenza (Brognuolo al posto di Galli), la squadra retrocesse in Serie D al termine di un combattuto play-out contro il Tempio. Inoltre, a seguito di un tentativo di corruzione operato da un dirigente verso il portiere avversario, la squadra si ritrovò penalizzata di 7 punti nel campionato successivo. A causa della penalizzazione e di una difficile situazione economica, il Baracca, guidato da Mario Somma, dovette rinunciare al ritorno tra i professionisti. La stagione si chiuse con un fallimento e la rifondazione; al termine del campionato 2006-2007, disputato in Eccellenza Emilia-Romagna - Girone B il club bianconero non è stato iscritto ad alcuna competizione per la stagione successiva e si è sciolto. Il marchio dello storico club è rimasto nelle mani di lughesi.

### La Stuoie-Baracca Lugo (2008-2013)
Il 1º luglio 2008 la società polisportiva lughese "A.S.D. Madonna delle Stuoie" acquista il marchio storico del cavallino rampante, cambiando la propria denominazione in Associazione Sportiva Dilettantistica Stuoie Baracca Lugo; il nuovo logo societario affianca al gallo delle Stuoie il Cavallino bianconero e sia il rosso-blu che il bianco-nero diventano i colori della società (viene in pratica attuata un'unione delle tradizioni delle due società).
La sezione calcistica del Madonna delle Stuoie, nel 2008 milita in Promozione e nel girone D emiliano-romagnolo continua il proprio cammino, retrocedendo dopo i play-out nell'anno calcistico 2008-2009 ma torna in Eccellenza nell'estate del 2009, grazie all'acquisto del titolo sportivo del Fusignano Calcio (già fuso con l'Alfonsine). Nel 2010 perde ancora i play-out, con il Verucchio e retrocede in Promozione, categoria in cui permane fino al 2013, anno in cui retrocede in Prima Categoria.

### Il ritorno al nome "Baracca Lugo" e il ritiro (2013-2015)
Nel 2013 la Polisportiva Stuoie abbandona l'attività calcistica per l'insostenibilità dei costi; la sezione calcistica, scindendosi dal resto della polisportiva, modifica la propria denominazione in Società Sportiva Dilettantistica Baracca Lugo a R.L. e lasciando come propri colori sociali i soli bianco e nero.
Dopo aver giocato la stagione 2013-2014 in Prima Categoria, il Cavallino Rampante disputa nel 2014-2015 il girone G della Seconda Categoria romagnola, terminato al penultimo posto e quindi con la retrocessione in Terza Categoria cui non viene iscritto per la stagione successiva.

## Palmarès

### Competizioni nazionali
- Campionato Interregionale: 1

1988-1989 (girone E)

### Competizioni regionali
- Promozione: 2

1983-1984 (girone A), 1986-1987 (girone A)
- Prima Categoria: 2

1960-1961 (girone B), 1963-1964(girone A)

## Statistiche e record

### Partecipazione ai campionati nazionali
| Livello | Categoria                           | Partecipazioni | Debutto   | Ultima stagione | Totale |
| ------- | ----------------------------------- | -------------- | --------- | --------------- | ------ |
| 3º      | Serie C                             | 12             | 1936-1937 | 1949-1950       | 14     |
| 3º      | Serie C1                            | 2              | 1990-1991 | 1991-1992       | 14     |
| 4º      | Seconda Divisione                   | 2              | 1928-1929 | 1929-1930       | 28     |
| 4º      | Promozione                          | 2              | 1950-1951 | 1951-1952       | 28     |
| 4º      | IV Serie                            | 2              | 1952-1953 | 1956-1957       | 28     |
| 4º      | Campionato Interregionale           | 1              | 1958-1959 | 1958-1959       | 28     |
| 4º      | Serie D                             | 13             | 1964-1965 | 1976-1977       | 28     |
| 4º      | Serie C2                            | 8              | 1989-1990 | 1998-1999       | 28     |
| 5º      | Campionato Interregionale - 2ª Cat. | 1              | 1957-1958 | 1957-1958       | 6      |
| 5º      | Campionato Interregionale           | 2              | 1987-1988 | 1988-1989       | 6      |
| 5º      | Serie D                             | 3              | 1999-2000 | 2001-2002       | 6      |